# Saint-Médard-sur-Ille
Saint-Médard-sur-Ille is een gemeente in het Franse departement Ille-et-Vilaine (regio Bretagne). De plaats maakt deel uit van het arrondissement Rennes. Saint-Médard-sur-Ille telde op 1 januari 2022 1.350 inwoners.
Er ligt een spoorweghalte Saint-Médard-sur-Ille.

## Geografie
De oppervlakte van Saint-Médard-sur-Ille bedroeg op 1 januari 2022 18,22 vierkante kilometer; de bevolkingsdichtheid was toen 74,1 inwoners per km².

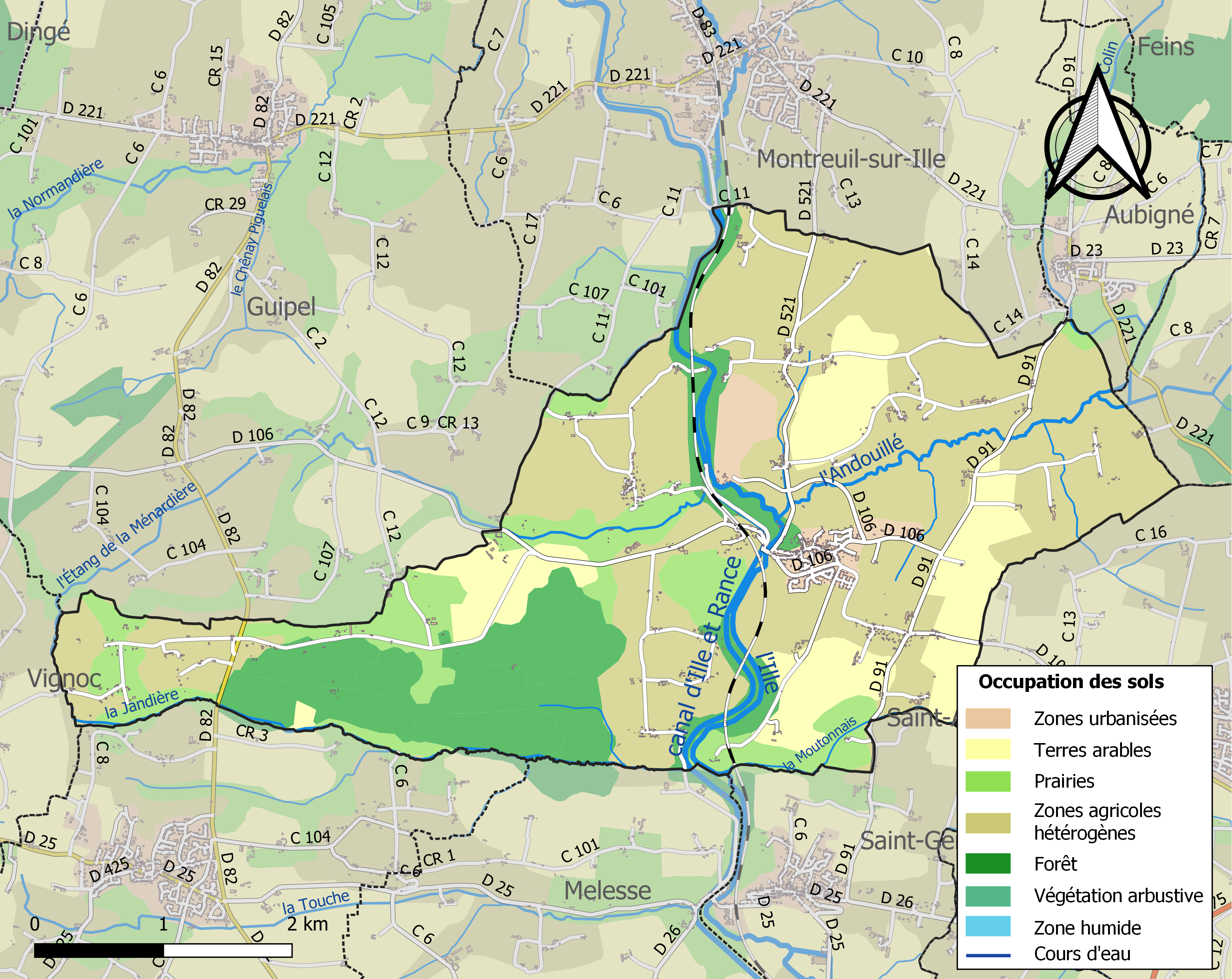
Kaart van de gemeente met belangrijkste infrastructuur, bodemgebruik en omliggende gemeenten

## Demografie
Onderstaande figuur toont het verloop van het inwonertal, bron: INSEE-tellingen. 